# Kees van Bohemen
Cornelis Bernardus van Bohemen (Den Haag, 27 september 1928 - aldaar, 22 september 1985) was een Nederlands kunstschilder.
Kees van Bohemen studeerde in de jaren 1940 aan de Koninklijke Academie van Beeldende Kunsten in Den Haag. Op vierentwintigjarige leeftijd ontving hij een stipendium waarmee hij naar Parijs reisde. Hij verbleef daar vijf jaar met tussenpauzes en sloot vriendschap met enkele schilders uit de Cobra groep. Hij deelde er tot 1957 een atelier met Corneille.
Hij sloot zich eind jaren 1950 aan bij de Nederlandse Informele Groep. Andere leden van deze groep waren Armando, Jan Schoonhoven en Jan Henderikse. Nadien was hij zijdelings betrokken bij de Nederlandse Nul-beweging; hij onderhield persoonlijke contacten met de leden daarvan. Hij was ook lid van de Posthoorngroep, Pulchri Studio en de Haagse Kunstkring. In 1954 werd hij lid van de vereniging Sint Lucas in Amsterdam
Van Bohemen bezocht verschillende Europese landen en maakte reizen naar de Verenigde Staten en naar Afrika (1972). Hij maakte grote kleurrijke doeken van vrouwen, sporters en exotische motieven. De expressieve verfbehandeling stond bij hem voorop; hij wilde uitdrukkelijk niet een verhaaltje vertellen met zijn schilderijen.
Werk van zijn hand bevindt zich in de collecties van onder andere Museum Boijmans Van Beuningen in Rotterdam, het Kunstmuseum Den Haag en het Stedelijk Museum in Amsterdam.
Kees van Bohemen was de broer van de Haagse schilderijenrestaurator Nico van Bohemen en vader van acteur Casper van Bohemen.

## Prijzen
- 1963 - Talensprijs
- 1964 - Jacob Marisprijs
- 1966 - Wedgwoodprijs (Amsterdam) en zilveren medaille van de Europaprijs voor Schilderkunst van de Stad Oostende